# محمد بيسيان
العقيد بيسيان العقيد محمد تقي بيسيان (1892- 3 تشرين الأول 1921) ينحدر العقيد محمد تقي بيسان من عائلة أرستقراطية في تبريز، وعُرف عنه أن كان قائدًا عسكريا وبطلا قوميا إيرانيا شهيرًا لا سيما بعد حادثة اغتياله.

## نشأته
وُلد العقيد بيسان في عائلة ذات أصول أذربيجانية من القوقاز. إلا أن عائلته قد هاجرت من القوقاز بعد الحرب الروسية الفارسية (1826-1828) والتي انتهت بانتصارٍ عظيم لروسيا على الدولة القاجارية وتوقيع معاهدة تركمانجاي سنة 1828م .ولدى عائلة بيسان تقاليد عسكرية صارمة ؛يعزى ذلك لأن عددا من أفرادها قد انخرطوا في الخدمة العسكرية، كعمه الجنرال حمزة خان بيسان والذي كان ضابطا في لواء القوزاق وأبناء عمومته حيدر قلي بيسان وعلي قلي بيسان وعلام رضا بيسان.

## تعليمه ومناصبه
درس محمد بيسان العلوم واللغات الأجنبية بجانب لغته الفارسية كالعربية والألمانية، وانتقل إلى طهران سنة 1907م لاستكمال تعليمه. ومن ثم التحق بالكلية العسكرية في ألمانيا حيث أصبح أول متدربٍ إيراني يتعلم الطيران. وبعدها بخمس سنوات تمت ترقيته إلى رتبة ملازمٍ ثانٍ في قوات الدرك (الحرس الوطني). وفي غضون سنتين أصبح نقيبا بالإضافة إلى توليه عدة مناصب أخرى كضابطٍ ثانٍ في كتيبة قزوين، كما خدم في مدينتي همدان و يزد، وشغل وظيفة معلم ومترجم في مدرسة الدرك في يوسف أباد في طهران. وبعد ذلك تلقى ترقية أخرى إلى رائد إبان اندلاع الحرب العالمية الأولى
نُفي محمد بيسيان إلى برلين في شهر أغسطس من عام 1916م ومُنح أثناء تواجده في برلين وسام الصليب الحديدي لإسقاطه أكثر من خمسة وعشرين طائرة من طائرات قوات الحلفاء في الحرب العالمية الأولى. وبحلول سنة 1920 م عاد بيسان إلى إيران وانضم لقوات الدرك وحصل بعد ذلك في حزيران/يونيو على ترقية لرتبة عقيد. وفي أيلول/سبتمبر من نفس السنة أصبح قائدا لقوات الدرك في خراسان. وفي الثالث من أبريل من 1921م وبقوة صغيرة مكونة من 200 رجل من الدرك استطاع شن انقلاب عسكري واعتقال أحمد قوام السلطنة الحاكم العام لخراسان، وإرساله لطهران حيث سُجن هناك. وتولى هو عقب ذلك قيادة مقاطعة خراسان

## اغتياله
وبعد حين، وبالتحديد في شهر حزيران/يونيو من نفس السنة التي اُعتقل فيها قوام السلطنة تم إطلاق سراحه وعُيّن رئيسا للوزراء إلا أن ذلك لم يطفئ من غيضه فأراد الثأر لنفسه من العقيد بيسان بالتواطؤ مع رضا بهلوي وزير وزارة الحرب آنذاك والمطالبة بضرب عنق بيسان. وفعلا، جُلب رأس العقيد لطهران لإثبات مقتله بعد أن حُوصر قرب كاشان هو وقواته المكونة من 180 رجلا في أكتوبر/تشرين الأول من سنة 1921 بقوة مكونة من ألف رجلٍ أو يزيدون وفرسان من قبائل كردية.
أحيا سكان خراسان ذكره لخمس سنواتٍ متتالية عقب اغتياله، إلا أنه وبقدوم رضا بهلوي للحكم تم منع أي شكل من أشكال النعي للعقيد بيسان. وأصبحت عائلة بيسان منافسا لرضا بهلوي وعارضوا المخطط البريطاني لتعيينه شاها على إيران.
دفن العقيد محمد تقي بيسان في مشهد بخراسان في نفس الحديقة التي دفن بها نادر شاه